# Мигер, Рик
Ричард Джозеф Мигер (англ. Richard Joseph Meagher; 4 ноября 1953, Белвилл) — бывший канадский хоккеист. Выступал за «Монреаль», «Хартфорд», «Нью-Джерси» и «Сент-Луис».

## Карьера
Мигер был подписан «Монреалем» в 1979 году, являясь свободным агентом, но сыграл за клуб всего 2 матча, проведя остаток сезона в клубе АХЛ «Нова-Скотиа Вояжерс». В сезоне 1981-82 Мигер смог закрепиться в составе «Хартфорд Уэйлерз». Уже в следующем сезоне он играл за «Нью-Джерси Девилз». За этот клуб он провел три полных сезона. В 1985 году Мигер перешёл в «Сент-Луиз Блюз», где и прошли наиболее удачные годы его карьеры. «Блюз», с Мигером в составе, шесть раз выходили в плей-офф НХЛ, а сам Мигер получил «Фрэнк Дж. Селки Трофи», приз лучшему нападающему оборонительного плана. В 1990 году Мигер закончил карьеру, проведя в регулярных сезонах НХЛ 691 матч, в которых забил 144 шайбы и отдал 165 голевых передач.

## Достижения
- Обладатель Фрэнк Дж. Селки Трофи: 1990